# Léo Sachs
 (juillet 2024).
Si vous disposez d'ouvrages ou d'articles de référence ou si vous connaissez des sites web de qualité traitant du thème abordé ici, merci de compléter l'article en donnant les références utiles à sa vérifiabilité et en les liant à la section « Notes et références ».
Pour les articles homonymes, voir Sachs.
Léo Julius Sachs, né le 3 avril 1856 à Francfort-sur-le-Main et mort le 13 novembre 1930 à Paris est un compositeur français d'origine allemande. 

## Biographie
Il est le fils du compositeur et professeur de musique Jules Sachs qui jouissait d'une grande considération.
Arrivé très jeune à Paris il devient l’élève de Cesare Galeotti (en). Il épouse le 23 mai 1889, à Paris, Marguerite Kullmann. Le couple aura trois fils : Jules Richard, Raymond Sachs et Jean Emile. 
Jusqu’en 1927, il est vice-président de la Société musicale indépendante avec Maurice Ravel et Florent Schmitt. Il a également été président de la Société française des amis de la musique, société fondée en 1905 sur le modèle de la Société viennoise des amis de la musique. 
En 1901 il obtient la nationalité française.

## Œuvre
Il mit en musiques des poésies d'Henri Brody, Paul Verlaine, de Henri de Régnier, Jean Richepin et Sully Prudhomme. 
Il composa aussi de la musique de chambre et des œuvres pour piano  ainsi qu'en 1924 un opéra Les Burgraves d'après  le drame historique de Victor Hugo.
Les quelque 200 œuvres de Sachs sont écrites dans un «style moderniste tempéré» notamment  Les Burgraves, d’œuvres orchestrales telles que les poèmes symphoniques Retour les cloches, Sur l’eau et Lamento.